# Mocidade de Santa Luzia
O Grêmio Recreativo Escola de Samba Mocidade de Santa Luzia é uma escola de samba da cidade de Maués, no Amazonas. Suas cores são vermelho e amarelo e seu símbolo é um gavião. Desfila no carnaval Mauesense desde 2008, quando foi a 3ª colocada, com o enredo "Amazonas, Mulheres Guerreiras". No desfile de 2009, foi a 2ª colocada com enredo "Amazonas de Encantos e Festas" e no desfile de 2010, com o enredo "A História é a Mestra da Vida", foi a 3ª colocada.
Em 2011, foi a terceira colocada do Carnaval de sua cidade.

## Carnavais
| Ano  | Colocação   | Enredo                                     |
| ---- | ----------- | ------------------------------------------ |
| 2008 | 3º lugar    | Amazonas, Mulheres Guerreiras              |
| 2009 | Vice-Campeã | Amazonas de Encantos e Festas              |
| 2010 | 3º lugar    | A História é a Mestra da Vida              |
| 2011 |             |                                            |
| 2012 |             | Sou do Nordeste sim, Sou cabra da peste!!! |
| 2013 |             |                                            |
| 2014 |             |                                            |
| 2015 | Campeã      | Candomblé, força, luz e fé                 |